# Kollationspflichten (römisches Recht)
Kollationspflichten (collatio bonorum; collatio = „Geldgeschenk“) waren Ausgleichspflichten des Miterben gegenüber den anderen Miterben, wenn er bereits zu Lebzeiten des Erblassers Vorausempfänge erhalten hatte. Das Pflichtenprogramm ging nicht auf bürgerliches Privatrecht zurück, sondern resultierte aus dem prätorischen Honorarrecht zum römischen Erbrecht. Von den Ausgleichspflichten waren die Abkömmlinge eines Verstorbenen betroffen. Sie dienten der Abwendung unbilliger Härten bei der postmortalen Vermögensverteilung. 
Seinen Ursprung hatte das Institut im altrömischen Recht der frühen Republik. Besonders im nachklassischen Recht der späteren Kaiserzeit wurde es weiterentwickelt. Auch heute noch finden sich in verschiedenen modernen Rechtsordnungen Kollationspflichten, etwa im deutschen BGB oder im ZGB der Schweiz.
Mit der collatio emancipatum (Emanzipatenkollation) wurde eine Schwäche des Rechts der Emanzipation korrigiert. Nach den Vorgaben des ius civile wurde zwischen emanzipierten und nicht emanzipierten Hauskindern in Erbrechtsfragen unterschieden. Während nicht emanzipierte Kinder – sie waren sui heredes – erben konnten, wurden emanzipierte Kinder – also Kinder, die einen eigenen Hausstand begründet hatten – nicht berücksichtigt. Dieser archaisch bürgerliche Rechtszustand konnte durch das Amtsrecht des Prätors überlagert und damit korrigiert werden. Das prätorische Erbrecht sah danach vor, dass emanzipierte Kinder in den Nachlassbesitz eingewiesen werden (bonorum possessio) konnten. Vom Honorarrecht profitierten nur gesetzliche Erben und Noterbberechtigte. 
Die Besitzeinweisung führte zur Gleichstellung aller Hauskinder. Allerdings wurde mit umgekehrten Vorzeichen für die nicht emanzipierten Hauskinder nunmehr ein Missstand geschaffen. Da sie vermögensunfähig waren, konnten sie kein eigenes Vermögen aufbauen; sie erwarben stets automatisch für den Hausherrn. Damit erhöhten sie aber auch die Erbmasse des Erblassers. Anders die emanzipierten Kinder, sie konnten für eigene Rechnung erwerben. Da mit der vermeintlichen Gleichstellung nicht emanzipierte Hauskinder tatsächlich schlechter gestellt wurden, lag darin nun eine Unbilligkeit. Um diese auszugleichen, wurde die collatio emancipatum eingeführt. Der Ausgleich bestand darin, dass der emanzipierte Erbe versprechen musste, aus seinem Vermögensanteil eine bestimmte Quote in die Erbmasse einzubezahlen. Entscheidungshilfe und gleichzeitiger Sorgfaltsmaßstab war die treugläubige Ermessensausübung (boni viri arbitratu).
Einem ähnlichen Zweck diente die collatio dotis (dos = Mitgift) zum Ausgleich unter Geschwistern. Sie wurde genauso als Vorauszahlung auf den Erbschaftsanteil betrachtet wie die donatio propter nuptias, die Zuwendungen des Ehemanns an die Frau zur Witwenvorsorge zum Gegenstand hatte.